# Émile Bethenod
Pour les articles homonymes, voir Bethenod.
Émile Bethenod, de son nom complet Antoine Émile Xavier Bethenod, né à Saint-Maurice-sur-Dargoire le 23 septembre 1846 et mort à Paris le 1er décembre 1929, est un homme d'affaires français.

## Biographie
D'une famille noble, repartie entre le Lyonnais, le Forez et le Dauphiné, il est le quatrième fils du financier Camille Bethenod et de Josephine Rolland de Ravel, ainsi que notamment le parent de Joseph Bethenod et de Raphaël Bethenod. Le 14 janvier 1873, il épouse à Lyon Julie Rimaud, la fille d'Eugène Rimaud, administrateur de la Société lyonnaise de dépôts, et de Françoise Joséphine Belmont, d'une famille de drapiers, et la sœur d'Emile.
Après des études au petit séminaire de Belley, il entre au Crédit lyonnais en 1864, un an après sa fondation. Il y est successivement inspecteur général des agences en 1878, administrateur-délégué en 1886 et président du conseil d'administration en 1907, responsabilité qu'il exercera jusqu'en 1922. 
Proche du patronat catholique lyonnais, il est également administrateur de la Banque de l'Indochine, de la Foncière Transports, de la compagnie des mines de Roche-la-Molière et de la compagnie des houillères de Rochebelle à Alès.
Émile Bethenod est officier de la Légion d'honneur en 1912 et titulaire de la Croix de Guerre 1914-1918.

### Sources
- La Famille Bethenod : six siècles de vie en Forez, Audin et Cie, 1966.